# 奥尔姆 (奥布省)
奥尔姆（法語：Ormes，法語發音：[ɔʁm]）是法国奥布省的一个市镇，属于特鲁瓦区。

## 地理
奥尔姆（48°33'7"N, 4°6'57"E）面积10.14 平方千米，位于法国大東部大區奥布省，该省份为法国中北部省份，北起马恩省，西接塞纳-马恩省，西南至约讷省，东南至科多尔省，东临上马恩省。
与奥尔姆接壤的市镇（或旧市镇、城区）包括：阿利博迪耶尔、奥布河畔阿尔西、奥布河畔尚皮尼、勒谢讷、普昂莱瓦莱、奥布河畔维莱特。

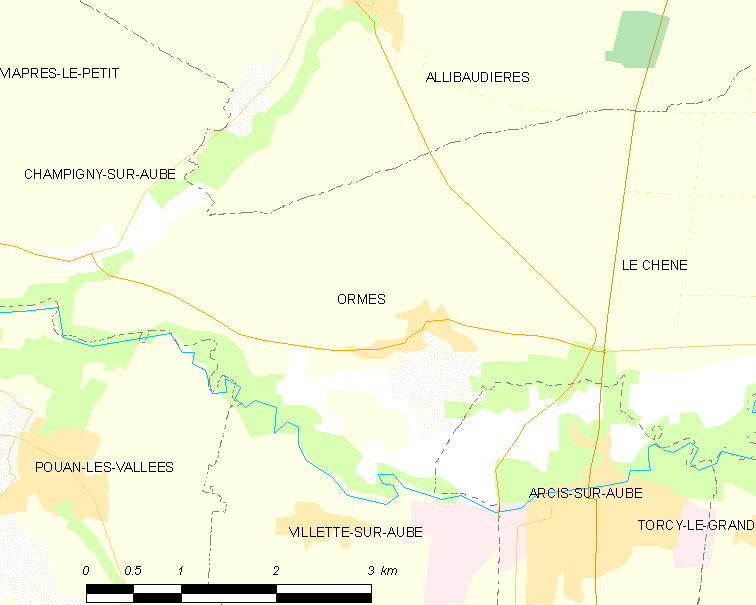
的OSM定位图

奥尔姆的时区为UTC+01:00、UTC+02:00（夏令时）。

## 行政
奥尔姆的邮政编码为10700，INSEE市镇编码为10272。

## 政治
奥尔姆所属的省级选区为奥布河畔阿尔西县。

## 人口

1962-2008年间人口变化图示

奥尔姆于2022年1月1日时的人口数量为168人。